# Дапчевацькі Брджани
45°43′ пн. ш. 17°14′ сх. д. / 45.71° пн. ш. 17.24° сх. д.
Дапчевацькі Брджани (хорв. Dapčevački Brđani) — населений пункт у Хорватії, у Б'єловарсько-Білогорській жупанії у складі міста Грубишно-Полє.

## Населення
Населення за даними перепису 2011 року становило 50 осіб.
Динаміка чисельності населення поселення: